# فك (كلمة إنجليزية)

كلمة فَك في دعاية مناهضة للحرب

فَك (بالإنجليزية: Fuck؛ ) هي كلمة إنجليزية نابية تعني حرفيًّا «ممارسة الجماع »، وهذه الكلمة لا تستخدم فعلًا فقط؛ بل تستخدم اسمًا وصفة وشتيمة. يمكن استعمالها كاسم للتعبير عن الانزعاج، شخص عدواني أو غير مرغوب فيه (أيضًا Fucker)؛ في التصريف الثالث، الكلمة "Fucking"، تستعمل أحيانًا فقط للفت الانتباه. لا يعرف إن كان استعمال الاسم سوقيًّا دائمًا. انتشرت الكلمة بين بعض أوساط المجتمع الذين من شأنهم تجنب ذلك، كالمحامين. حاليا، تستخدم الكلمة للفت الانتباه مثل «جدًّا» و«حقًّا» و«سحقًا» «اللعنة» «تباً»

## تراكيب
تظهر الكلمة في عدة مُركّبات، مثل:
- Fuck off: أمر: الانصراف فورًا، الذهاب بعيدًا؛ في الإنجليزية الأمريكية، فعل: القيام بأعمال بالقرب، التَّكاسُل.
- Fuck over: بمعنى الاستغلال.
- Fuck up: الإتلاف، التخريب أو الإيذاء خصوصًا بأعمال مُبتَذلة، التجاهل أو اللامبالاة؛ التهوُّر، أو التَّصرُّف بحماقة أو بغباء (الإنجليزية الأمريكية والإنجليزية الأسترالية).
- Fuck around: التصرف بحماقة أو بغباء (أو كبديل لعدم الإخلاص لشريك الشخص أو زوجه).
- Fuck with: التطفل على-، أو التلاعب بـ-، أو التصرف بغباء مع-.
- Fuck you: مارس الجنس معك/معكِ، وطئتْ/وطئتِ

قد تعني الكلمة أيضًا: «اللعنة عليك»

## أصل الكلمة
قواميس مثل قاموس أُكسفورد تؤكد على غموض أصل الكلمة، من المُحتَمل أن أصل الكلمة يعود إلى الإنجليزية القديمة.